# Flora Süssekind
Maria Flora Süssekind (* 1955 in Rio de Janeiro) ist eine brasilianische Literaturwissenschaftlerin.

## Karriere
Süssekind, auch Sussekind, promovierte 1989 an der Pontifícia Universidade Católica do Rio de Janeiro. Neben ihrer Publikationstätigkeit ist sie derzeit Professorin an der Universidade Federal do Estado do Rio de Janeiro sowie Forscherin im Philologiesektor des Centro de Pesquisas der Fundação Casa Rui Barbosa.

## Schriften
(Auswahl)
- Tal Brasil, qual romance?. Aichiamé, Rio de Janeiro 1984.
- Literatura e vida literária. Zahar, Rio de Janeiro 1985.
- Cinematógrafo de Letras. Companhia das Letras, São Paulo 1987. 
  - Englische Übersetzung: Cinematograph of Words. Stanford University Press, Stanford 1997. Übersetzer Paulo Henriques Britto.
- O Brasil não é longe daqui. O narrador, a viagem. Companhia das Letras, São Paulo 1990.